# Prelatura territoriale di Chuquibambilla
La prelatura territoriale di Chuquibambilla (in latino Praelatura Territorialis Chuquibambillensis) è una sede della Chiesa cattolica in Perù suffraganea dell'arcidiocesi di Cusco. Nel 2023 contava 119.340 battezzati su 132.600 abitanti. È retta dal vescovo Wilder Alberto Vásquez Saldaña, O.S.A.

## Territorio
La prelatura territoriale comprende tre province della regione peruviana di Apurímac: Antabamba, Cotobambas e Grau.
Sede prelatizia è la città di Chuquibambilla, dove si trova la cattedrale di San Pietro.
Il territorio è suddiviso in 19 parrocchie.

## Storia
La prelatura territoriale è stata eretta il 26 aprile 1968 con la bolla Qui idcirco di papa Paolo VI, ricavandone il territorio dalla diocesi di Abancay.

## Cronotassi dei vescovi
Si omettono i periodi di sede vacante non superiori ai 2 anni o non storicamente accertati.
- Lorenzo Miccheli Filippetti, O.S.A. † (12 agosto 1976 - 16 luglio 1986 dimesso)
  - Sede vacante (1986-1989)
- Domenico Berni Leonardi, O.S.A. (29 marzo 1989 - 24 aprile 2018 ritirato)
- Edinson Edgardo Farfán Córdova, O.S.A.[1] (7 dicembre 2019 - 14 febbraio 2024 nominato vescovo di Chiclayo)
- Wilder Alberto Vásquez Saldaña, O.S.A., dall'8 aprile 2025

## Statistiche
La prelatura territoriale nel 2023 su una popolazione di 132.600 persone contava 119.340 battezzati, corrispondenti al 90,0% del totale.
| anno | popolazione | popolazione | popolazione | presbiteri | presbiteri | presbiteri | presbiteri                | diaconi | religiosi | religiosi | parrocchie |
| anno | battezzati  | totale      | %           | numero     | secolari   | regolari   | battezzati per presbitero | diaconi | uomini    | donne     | parrocchie |
| ---- | ----------- | ----------- | ----------- | ---------- | ---------- | ---------- | ------------------------- | ------- | --------- | --------- | ---------- |
| 1967 | 150.000     | 165.000     | 90,9        | 11         | 1          | 10         | 13.636                    |         | 10        |           | 16         |
| 1976 | 81.450      | 90.500      | 90,0        | 11         | 2          | 9          | 7.404                     |         | 13        | 25        | 17         |
| 1980 | 83.000      | 92.500      | 89,7        | 12         | 3          | 9          | 6.916                     | 1       | 14        | 28        | 18         |
| 1990 | 83.400      | 85.000      | 98,1        | 9          | 1          | 8          | 9.266                     | 1       | 12        | 35        | 24         |
| 1999 | 82.500      | 86.800      | 95,0        | 10         | 3          | 7          | 8.250                     |         | 8         | 28        | 25         |
| 2000 | 75.000      | 80.000      | 93,8        | 10         | 3          | 7          | 7.500                     |         | 9         | 30        | 26         |
| 2001 | 77.000      | 80.000      | 96,3        | 12         | 3          | 9          | 6.416                     |         | 11        | 30        | 26         |
| 2002 | 80.000      | 83.000      | 96,4        | 12         | 3          | 9          | 6.666                     |         | 9         | 31        | 25         |
| 2003 | 80.000      | 83.000      | 96,4        | 12         | 3          | 9          | 6.666                     |         | 9         | 32        | 25         |
| 2004 | 80.000      | 83.000      | 96,4        | 12         | 3          | 9          | 6.666                     |         | 9         | 32        | 25         |
| 2013 | 95.200      | 100.700     | 94,5        | 15         | 6          | 9          | 6.346                     |         | 12        | 28        | 30         |
| 2016 | 98.468      | 104.029     | 94,7        | 14         | 6          | 8          | 7.033                     |         | 12        | 28        | 30         |
| 2019 | 101.650     | 107.390     | 94,7        | 14         | 5          | 9          | 7.260                     |         | 9         | 22        | 28         |
| 2021 | 115.200     | 128.000     | 90,0        | 14         | 5          | 9          | 8.228                     |         | 9         | 20        | 19         |
| 2023 | 119.340     | 132.600     | 90,0        | 12         | 7          | 5          | 9.945                     |         | 7         | 20        | 19         |